# میموسا ۱۰۷۹
سیارک ۱۰۷۹ (به انگلیسی: 1079 Mimosa، نامگذاری:1927AD) هزار و هفتاد و نهمین سیارک کشف شده‌است که در ۱۴ ژانویه ۱۹۲۷ کشف شد.
قدر مطلق سیارک برابر ۱۱٫۲۰ است.